# Colletes sidemii
Colletes sidemii là một loài Hymenoptera trong họ Colletidae. Loài này được Radoszkowski mô tả khoa học năm 1891.